# Neustrelitz

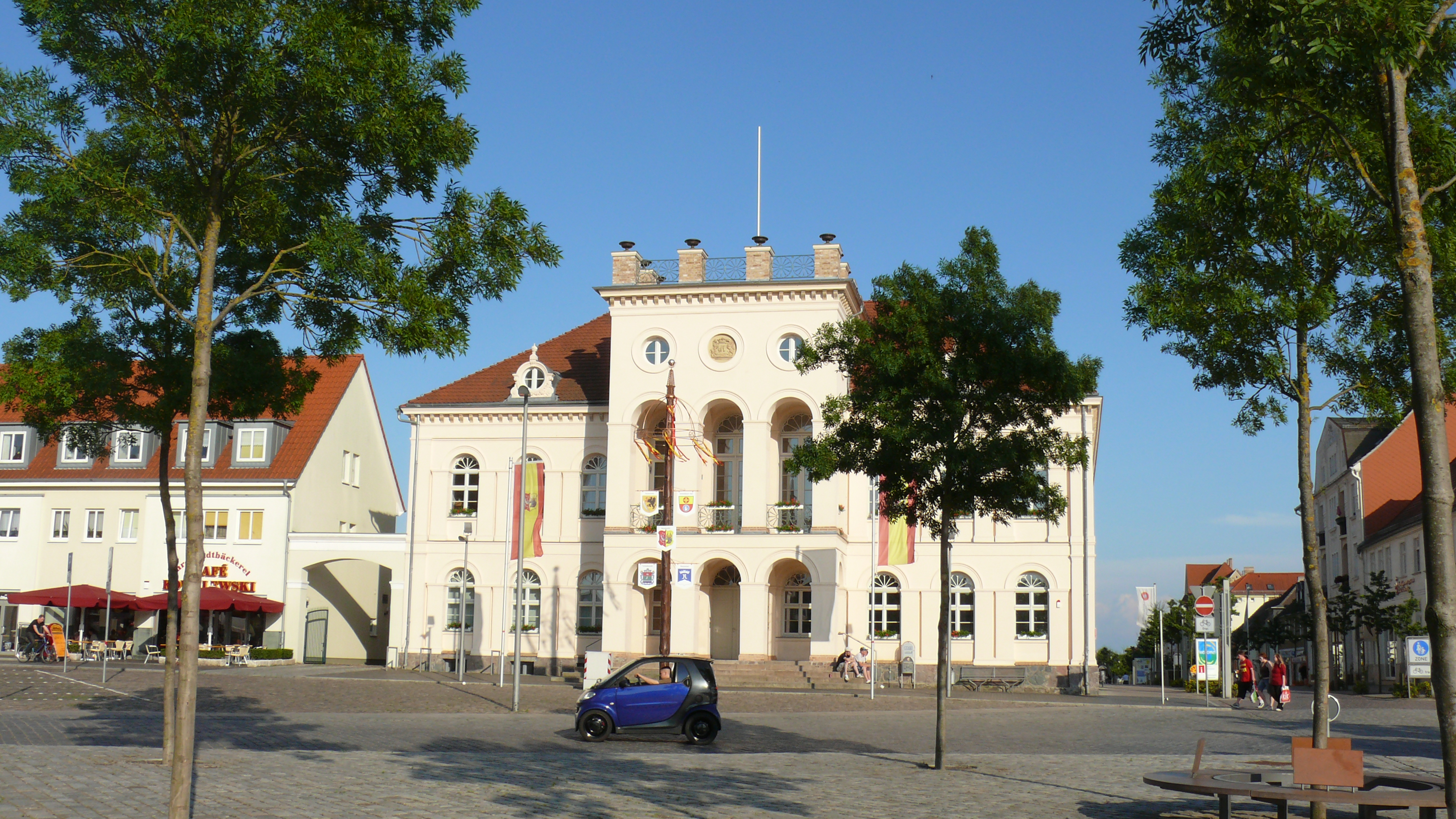
Neustrelitz, ratusz

Neustrelitz, Residenzstadt (pol. Miasto rezydencjalne) – miasto w północno-wschodnich Niemczech, w kraju związkowym Meklemburgia-Pomorze Przednie, w powiecie Mecklenburgische Seenplatte, siedziba związku gmin Amt Neustrelitz-Land.
Do 3 września 2011 siedziba powiatu Mecklenburg-Strelitz.
Symbolem miasta jest kwiat strelicji, której stylizowna rzeźba stoi na rondzie w pobliżu mariny.

## Geografia
Miasto leży na Pojezierzu Meklemburskim nad jeziorami Glambeck, Zieker i poprzez kanał Kammerkanal połączone jest ze skanalizowaną Hawelą.

## Historia
Pierwsza wzmianka o miejscowości pochodzi z 1278 r. Dawny port żeglugi śródlądowej przebudowany na marinę.
Dużo starsze miasto Strelitz, które po pożarze w 1712 r. stało się małą wioską, w 1931 r. włączono do Neustrelitz jako dzielnicę Strelitz-Alt.

## Toponimia
Niemiecka nazwa Strelitz jest bezpośrednią adaptacją wcześniejszej nazwy słowiańskiej (por. polskie Strzelce) i wskazuje, iż mieszkańcy zajmowali się łucznictwem. Poświadczona w najstarszych źródłach w formie Strelitz (1278) i Streltza (1350). Forma polska: Strzelce Nowe.

## Gospodarka
W mieście rozwinął się przemysł elektrotechniczny, spożywczy oraz drzewny.

## Transport
W mieście znajduje się stacja kolejowa.

## Osoby urodzone w Neustrelitz
- Adolf Hollnagel – archeolog
- Emil Kraepelin – psychiatra

## Współpraca
Miejscowości partnerskie:
- Rosja: Czajkowskij
- Finlandia: Rovaniemi
- Badenia-Wirtembergia: Schwäbisch Hall
- Polska: Szczecinek